# Parti démocrate chrétien (Paraguay)
Pour les articles homonymes, voir Parti démocrate chrétien.
 (septembre 2017).
Le Parti démocrate chrétien (en espagnol Partido Demócrata Cristiano) est un parti politique paraguayen membre de l'Organisation démocrate-chrétienne d'Amérique et de l'Internationale démocrate centriste.